# Znosim
Znosim (dříve také Snošim) je vesnice v okrese Benešov, součást města Vlašim. Nachází se cca 2 km západně od Vlašimi. Je zde evidováno 30 adres. V obci je železniční zastávka na trati č. 222 (Benešov, Postupice, Vlašim, Trhový Štěpánov). Nad obcí je historický vodojem z roku 1922.

## Historie
První písemná zmínka o vesnici pochází z roku 1443. V roce 1932 se poblíž vesnice odehrála Železniční nehoda u Znosimi.

## Pamětihodnosti
- Kaple
- Znosimská brána – jedna ze tří novogotických bran do zámeckého parku Vlašim

## Další fotografie

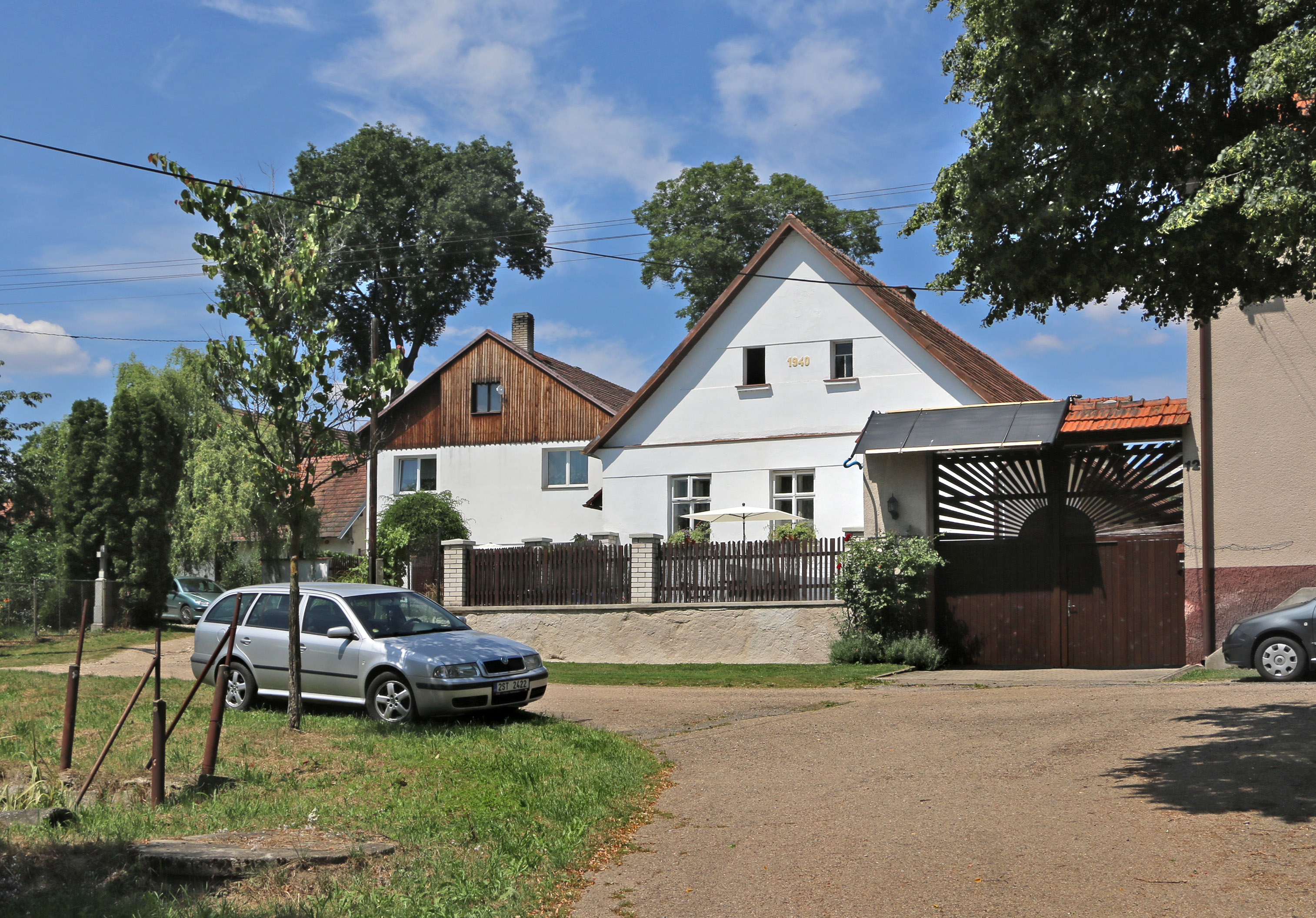
Dům čp. 7
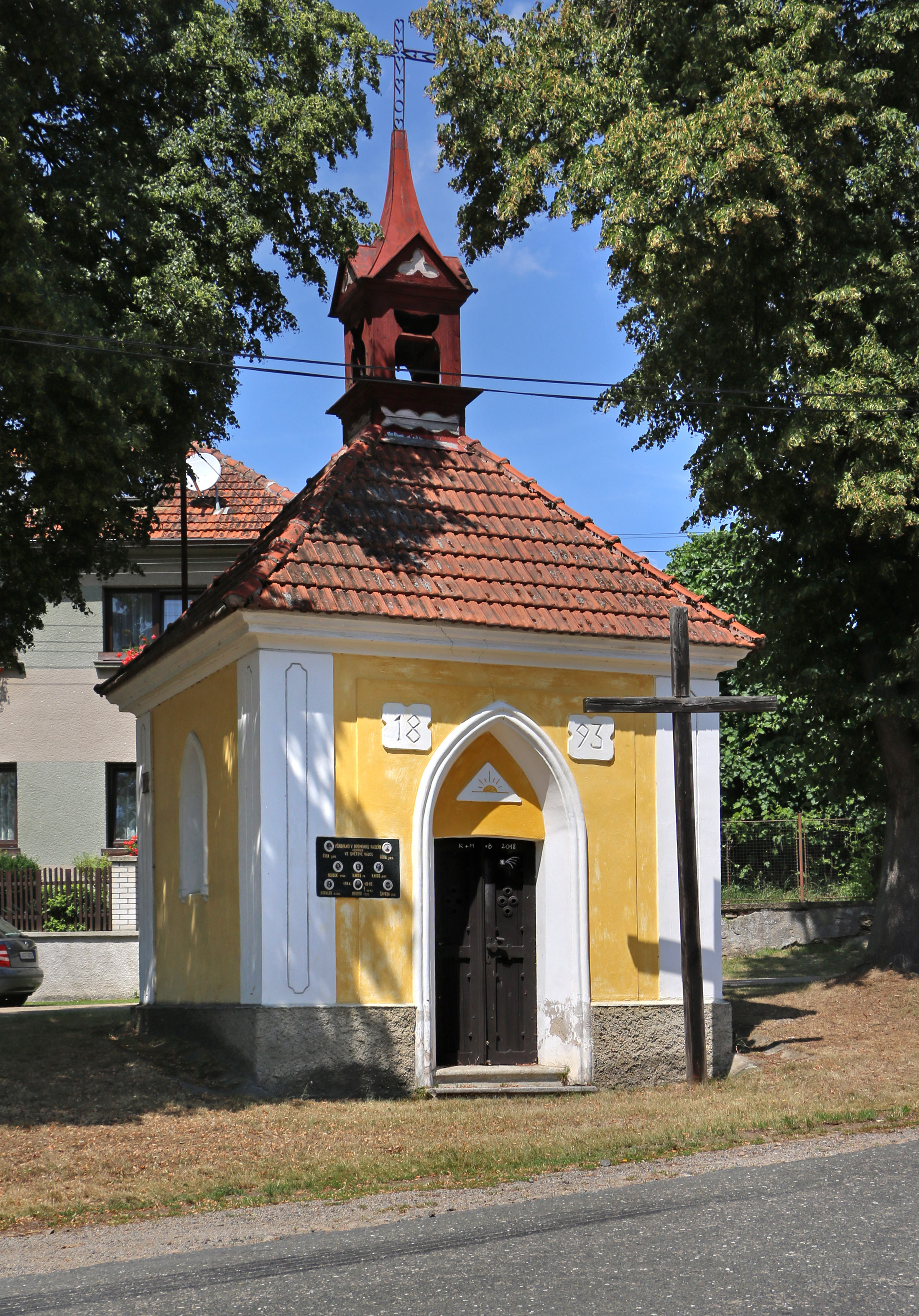
Barokní kaple
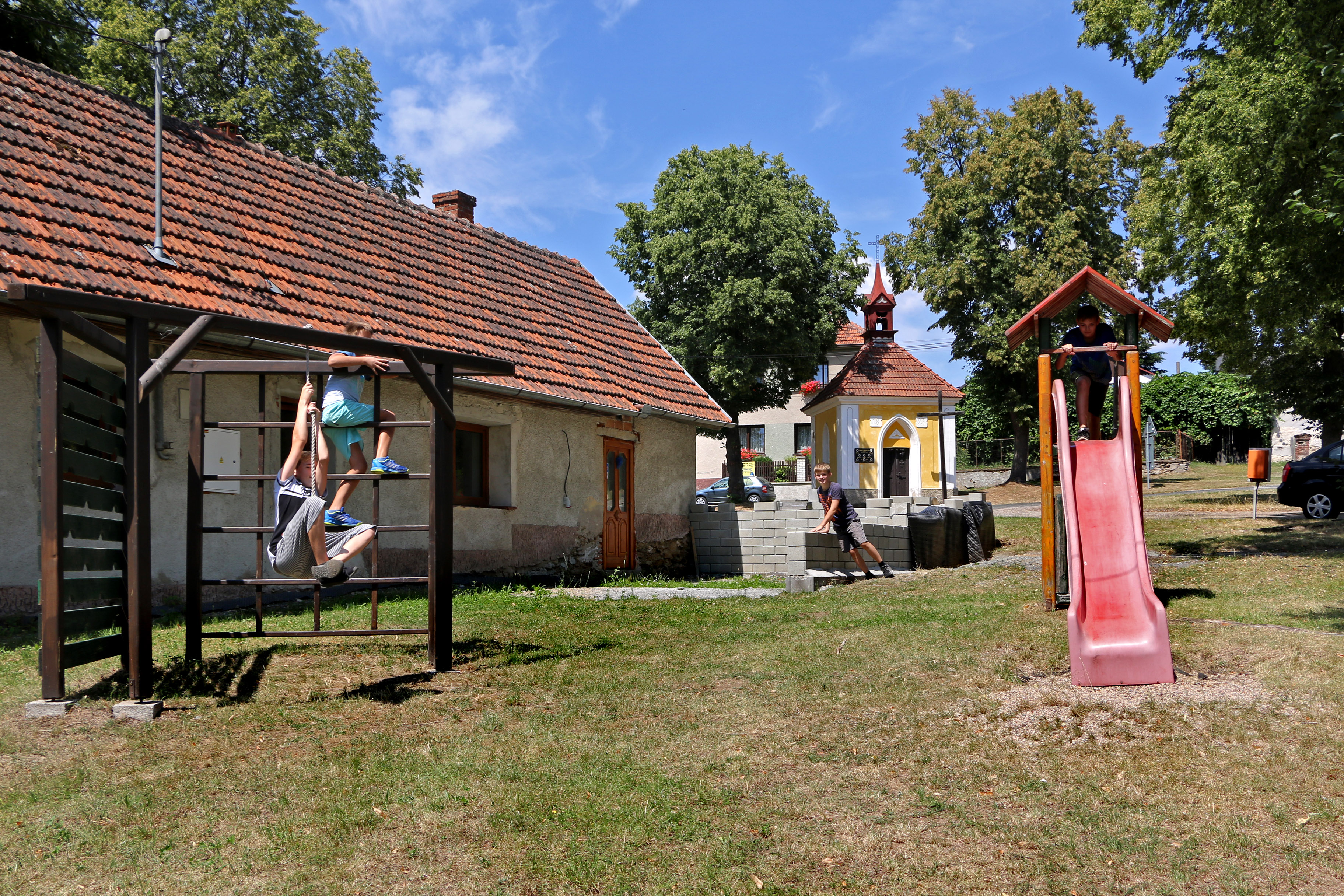
Hřiště na návsi
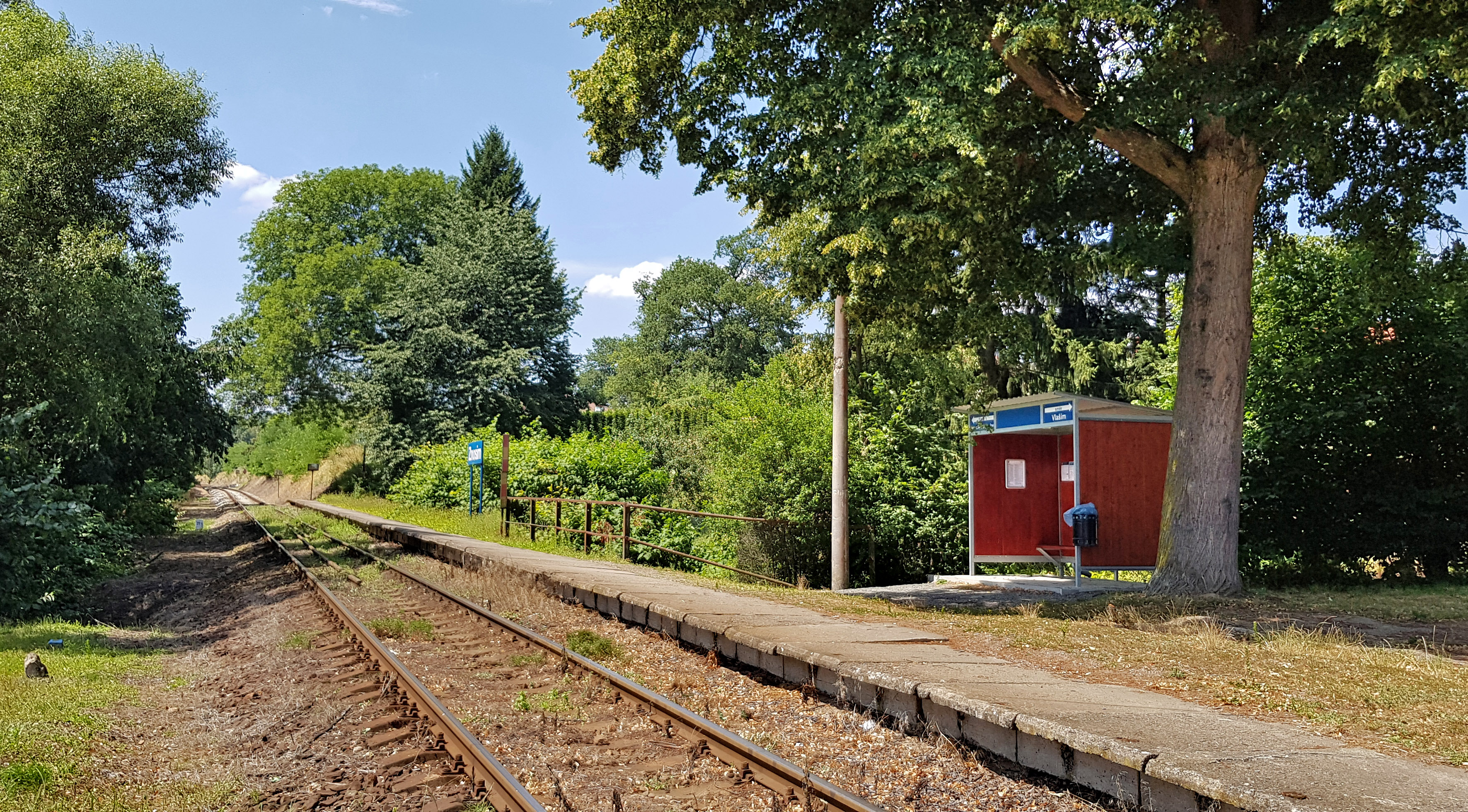
Vlaková zastávka